# کنترل (بازی ویدئویی)
کنترل (انگلیسی: Control) یک بازی ویدئویی به سبک تیراندازی سوم شخص و اکشن-ماجراجویی است که توسط رمدی انترتینمنت توسعه یافته و به‌وسیلهٔ ۵۰۵ گیمز در ۲۷ اوت ۲۰۱۹ برای پلتفرم‌های مایکروسافت ویندوز، پلی‌استیشن ۴ ، پلی‌استیشن۵ و اکس‌باکس وان منتشر شد. دنباله‌ای تحت‌عنوان «کنترل ۲» نیز در دست توسعه است که با بودجهٔ‌ ۵۰ میلیون یورو به‌کمک ۵۰۵ گیمز ساخته خواهد شد و برای مایکروسافت ویندوز‌‌‌‌‌‌‌، پلی‌استیشن ۵ و ایکس‌باکس سری اکس و سری اس منتشر خواهد شد.
| گردآورنده | امتیاز                                 |
| --------- | -------------------------------------- |
| متاکریتیک | (PC) 85/100 (PS4) 82/100 (XONE) 84/100 |

| ناشر                     | امتیاز  |
| ------------------------ | ------- |
| دستراکتید                | 9/10    |
| الکترونیک گیمینگ مانثلی  | [ ۶ ]   |
| گیم اینفورمر             | 8.75/10 |
| گیم رولیشن               | 4.5/5   |
| گیم‌اسپات                 | 8/10    |
| گیمز ریدار+              | [ ۱۰ ]  |
| آی‌جی‌ان                   | 8.8/10  |
| پی‌سی گیمر (ایالات متحده) | 88/100  |
| VideoGamer.com           | 8/10    |